# جامعة داربي
جامعة داربي تعتبر واحده من اعرق الجامعات البريطانية، تأسست عام 1851م وتقع في مدينة داربي في وسط بريطانيا، للجامعة ثلاث مقرات في مدينة داربي هي كيدلستون رود وماركيتون ستريت وبريتانيا ميل ومقر واحد في مدينه بوكستون قرب داربي.
يوجد في الجامعة العديد من الكليات مثل
كلية الإدارة والمحاسبة والتسويق
كلية الهندسة
كليه الحاسوب وتقنية المعلومات
كلية القانون وعلم الجريمة
كلية التمريض والعلوم الصحية
كلية العلوم
كلية الجيولوجيا
كلية هندسة العمارة
كلية العلوم البيئية
كلية الإعلام والاتصال
كلية العلوم المسرحية والتمثيل
كلية السياحة والفندقة
كلية الفنون والتصميم
كلية دراسات المجتمع
مكتبة جامعة داربي واحده من أفضل المكتبات من حيث عدد الكتب والمراجع، كما يحتوي على عدد من الأبحاث المسجلة
تقوم جامعة داربي بالعديد من الأبحاث العلمية في كافة التخصصات، كما يدرس في جامعة عدد كبير جداً من الطلاب الدوليين من كافة قارات العالم